# USS Maine (ACR-1)
USS Maine (ACR-1) byla první válečná loď US Navy pojmenovaná po americkém státě Maine. Jednalo se o jeden z prvních predreadnoughtů o výtlaku 6682 tun. V době kdy byl spuštěn na vodu byla oficiálně nazývána pancéřový křižník. Postavena byla jako odpověď na brazilskou loď Riachuelo. Podobně jako u dalšího amerického obrněnce USS Texas, byla hlavní 250 mm děla Maine rozmístěna v asymetricky umístěných dělových věžích. Věž na pravoboku byla před hlavní nástavbou a věž na levoboku až za ní (u Texasu tomu bylo naopak). Toto ve své době časté řešení omezovalo schopnost lodi střílet plnou boční salvou.
Americký Kongres rozhodl o stavbě lodí 3. srpna 1886 a kýl Maine byl založen 17. října 1888 v loděnici New York Navy Yard v Brooklynu. Na vodu byl spuštěn 18. listopadu 1889 a do služby vstoupil pod velením kapitána Arenta S. Crowninshielda 17. září 1895.
Maine, kotvící v havanském přístavu, zde 15. února 1898 vybuchl a potopil se. To přispělo k vypuknutí španělsko-americké války. Potopení lodi se v dalších letech stalo předmětem řady spekulací a nebylo dodnes jednoznačně objasněno. Tehdejší americká veřejnost ho připisovala Španělsku.

## Potopení

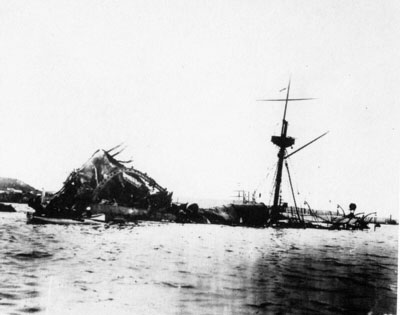
Vrak potopené lodi USS Maine

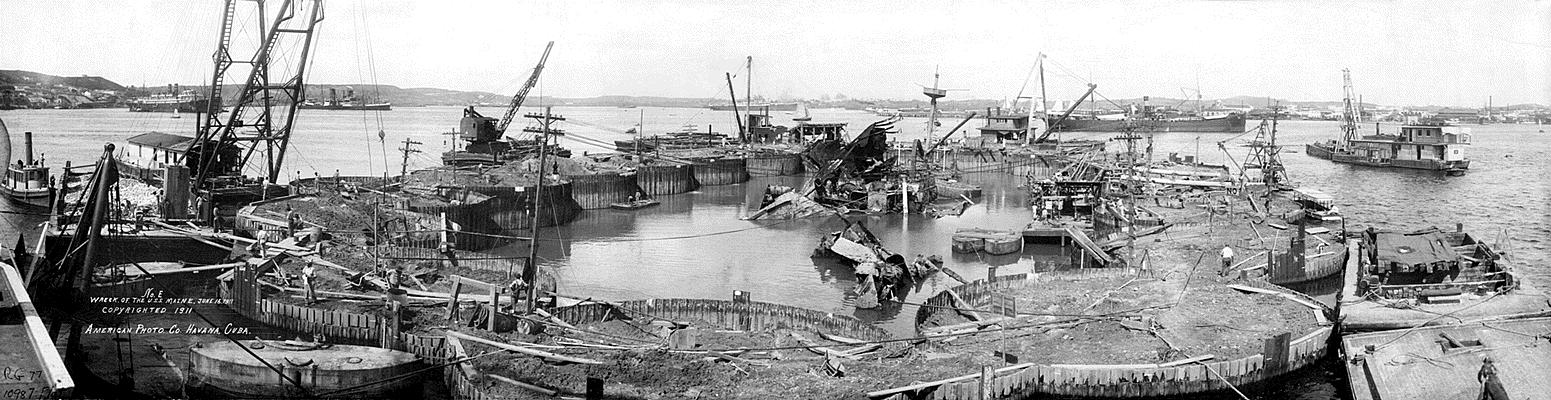
Stav vraku USS Maine v roce 1911

Maine strávila většinu své služby na východním pobřeží USA a v Karibiku. V lednu 1898 byla loď vyslána z Key West na Floridě do kubánské Havany, aby zde během nepokojů ochraňovala americké zájmy. O tři týdny později, 15. února v 21:40, došlo na palubě Maine k výbuchu. Vyšetřování ukázalo, že vybuchlo pět tun prachových náplní pro děla hlavní a sekundární ráže. Výbuch v přední části lodi zcela zničil celou příď plavidla a Maine se okamžitě potopila na rejdě přístavu. Většina posádky spala či odpočívala v kajutách v přední části lodi, což vedlo k velkým ztrátám na životech. Celkem 266 mužů zahynulo při výbuchu a potopení lodi, dalších 8 později na následky zranění. Kapitán lodi a většina z důstojníků zkázu lodi přežila, protože jejich kajuty se nacházely na zádi lodi.
Americký námořní soud v Key West rozhodl 28. března téhož roku, že výbuch způsobila námořní mina.
Výbuch na Maine byl důležitým bodem na cestě ke španělsko-americké válce, která začala v dubnu 1898. Prezident William McKinley odmítl, že by potopení lodi bylo casus belli pro vypuknutí války, přesto výbuch mobilizoval americkou veřejnost a byl často zmiňován zastánci války.
V letech 1911–1912 byl vrak lodi vyzvednut a s vojenskými poctami potopen u kubánského pobřeží.